# Komou Cosmos
«Komou Cosmos» (孤妄) es el tercer sencillo de la banda Oshare Kei: Antic Cafe, publicado en 2004, y limitado a tan sólo 5000 copias. Debido a su popularidad, se publicó de nuevo dos años después.

## Canciones
| CD  |                                                              |          |  |
| N.º | Título                                                       | Duración |  |
| 1.  | «Ese Uranai (似非占い)»                                      | 4:32     |  |
| 2.  | «Touhi Kairo (逃避回路)»                                     | 4:44     |  |
| 3.  | «Duck no Magical Adventure (ダックのマジカルアドベンチャー)» | 7:37     |  |